# غرايسون غارفين
غرايسون غارفين (بالإنجليزية: Grayson Garvin)‏ هو لاعب كرة قاعدة أمريكي، ولد في 27 أكتوبر 1989 في سواني في الولايات المتحدة.

## وصلات خارجية
- غرايسون غارفين على موقع دوري كرة القاعدة الرئيسي (الإنجليزية)
- غرايسون غارفين على موقعبيزبول رفرنس.كوم (الدوري الثانوي) (الإنجليزية)